# Rosa d'Irlanda

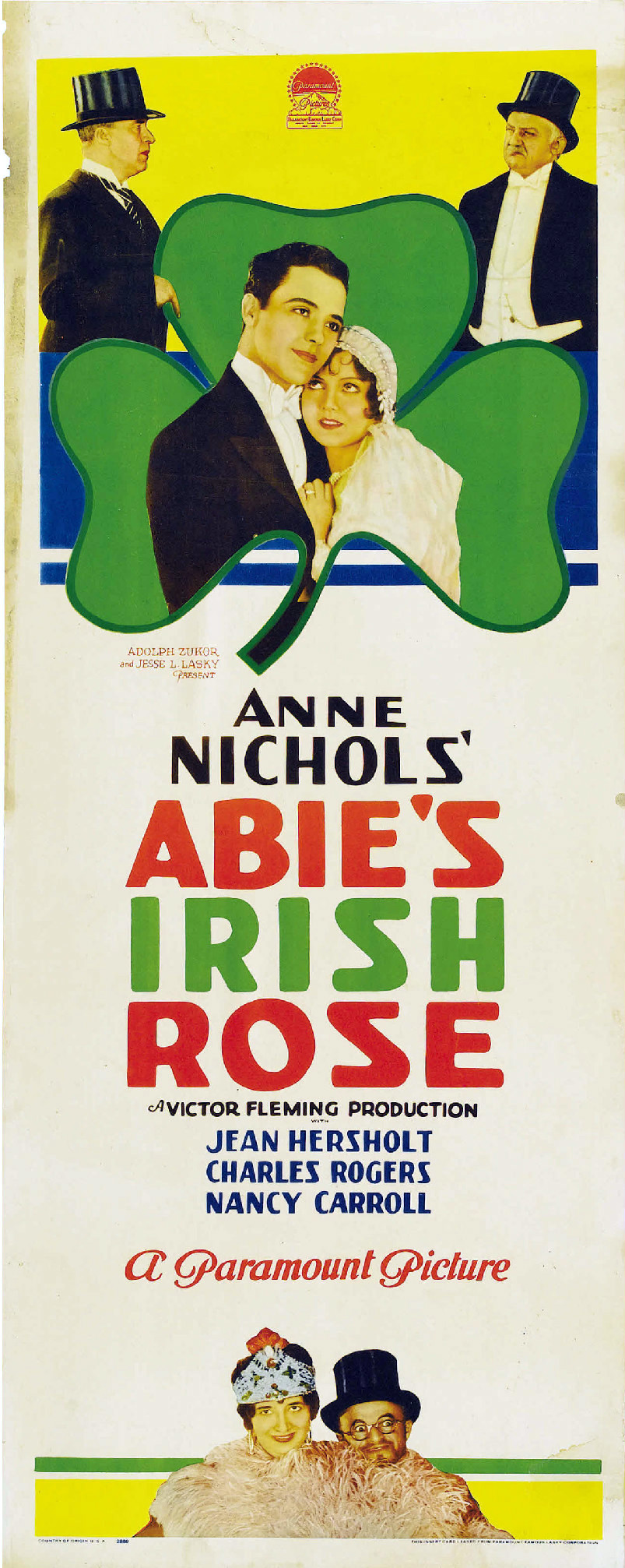

Rosa d'Irlanda (Abie's Irish Rose) è un film muto del 1928 diretto da Victor Fleming e tratto dalla commedia omonima di Anne Nichols.